# Altymyrat Orazdurdyýew
Altymyrat Orazdurdyýew (in russo Алтымурад Ораздурдыев?; Sakarçäge, 16 giugno 1969 – Aşgabat, 7 marzo 1997) è stato un sollevatore sovietico, poi turkmeno, tre volte campione mondiale e vincitore dei Giochi Asiatici, che ha gareggiato nelle categorie dei pesi medi (fino a 75/76 kg) e dei pesi massimi leggeri (fino a 82,5 kg).

## Biografia
Nato in Turkmenistan in epoca sovietica, Orazdurdyýew iniziò da giovane ad allenarsi nel sollevamento pesi presso la Società Dynamo di Aşgabat, gareggiando in seguito per la squadra nazionale dell'U.R.S.S.
Nel 1989 arrivò a conquistare la medaglia d'oro nella categoria dei pesi medi (fino a 75 kg) ai Campionati mondiali ed europei di Atene con 362,5 kg nel totale.
L'anno successivo passò alla categoria superiore dei pesi massimi leggeri e conquistò nuovamente entrambi i titoli, vincendo dapprima la medaglia d'oro ai Campionati europei di Aalborg con 377,5 kg nel totale e, dopo qualche mese, la medaglia d'oro ai Campionati mondiali di Budapest con lo stesso risultato.
Nel 1991 vinse il suo terzo titolo europeo consecutivo ai Campionati europei di Władysławowo con 375 kg nel totale.
Nel 1992 Orazdurdyýew, in quanto vincitore della gara per le selezioni nazionali, avrebbe dovuto competere alle Olimpiadi di Barcellona, ma il capo allenatore della Squadra Unificata Vasilij Alekseev non gli consentì di partecipare, preferendogli altri atleti.
Orazdurdyýew, in seguito alla dissoluzione dell'Unione Sovietica, prese la cittadinanza del suo Paese natale e continuò a gareggiare per il Turkmenistan, ritornando alla categoria dei pesi medi, il cui limite era stato elevato a 76 kg.
Con la maglia della nazionale turkmena vinse la medaglia d'oro ai Campionati mondiali di Melbourne 1993 con 370 kg nel totale e la medaglia d'oro ai Giochi Asiatici di Hiroshima 1994.
Nel frattempo Orazdurdyýew si era sottoposto ad un trapianto di rene a causa di disfunzioni di questo organo, ma alcuni anni dopo l'operazione, Orazdurdyýew ebbe un rigetto che lo portò alla prematura morte a 27 anni.
Fu sepolto nella sua città natale di Sakarçäge.
Nel corso della sua carriera Orazdurdyýew realizzò un record mondiale nella prova di slancio della categoria dei pesi medi (fino a 76 kg).